# 칠곡차량사업소
칠곡차량사업소(漆谷車輛事業所)는 대한민국 대구광역시 북구 동호동에 있는 대구교통공사 대구 도시철도 3호선의 차량기지다.

## 명칭
원래 이 차량사업소명은 동호차량사업소(東湖車輛事業所)였으나 이후 칠곡차량사업소(漆谷車輛事業所)로 사업소명이 변경되었다.

## 개요
주요 업무는 대구교통공사 3000호대 전동차의 경·중검수 및 내부관리다. 대구 도시철도 3호선의 종착역인 칠곡경대병원역과 입·출고 선로가 연결되어 있다. 칠곡경대병원역에 종착한 열차가 입고 선로를 타고, 이 차량기지로 입고한다. 이 차량기지 내에 칠곡경전철사업소가 있다. 이 차량기지 내에 설치된 전철역은 없으며, 현재 대구 도시철도 3호선의 종착역인 칠곡경대병원역에서 경상북도 칠곡군 동명면까지 연장하는 방안이 검토되었으나 대구광역시의 예산 문제로 인해 백지화되었다. 심야에 대구 도시철도 3호선 20편성이 주박한다.
이 기지 옆에 영진교통 차고지가 있다.

## 업무
- 대구교통공사 3000호대 전동차 입·출고 검수관리